# دوغ شيلتون
دوغ شيلتون هو لاعب هوكي الجليد كندي، ولد في 27 يونيو 1945 في وودستوك في كندا.

## وصلات خارجية
- دوغ شيلتون على موقع دوري الهوكي الوطني (الإنجليزية)
- دوغ شيلتون على موقع EliteProspects.com (الإنجليزية)
- دوغ شيلتون على موقع HockeyDB.com (الإنجليزية)
- دوغ شيلتون على موقع Hockey-Reference.com (الإنجليزية)